# Neckarstadt-West

Neckarstadt-West

Neckarstadt-West è un quartiere della città di Mannheim (Baden-württemberg, Germania).

## Confini
Il quartiere di Neckarstadt West confina ad est con i quartieri di Neckarstadt Ost e Waldhof, a nord con Sandhofen, a sud con Innerstadt/Jungbusch, ad ovest è delimitato dal canale Bonadieshafen.

## Vie principali
Le arterie più importanti sono Mittelstraße e Untermühlaustraße.

## Caratteristiche
Neckarstadt West ospita fabbriche e capannoni industriali; è abitato da folte comunitá di immigrati, in primo luogo slavi (bulgari, bosniaci, croati, romeni) italiani (per lo più siciliani), greci, rom e naturalmente turchi.
Data la presenza di famiglie numerose, il quartiere si caratterizza per la presenza di diverse scuole elementari, asili e spazi adibiti al gioco dei più piccoli (Kinderspielplätze). Le attiviá commerciali sono diffusissime: negozi, bistrot, sale giochi e tre supermercati (Penny Markt, Lidl, Netto).

### Lupinenstraße, la "strada chiusa"
Nota in tutta Mannheim, Lupinenstraße ospita night club e case chiuse. L´accesso alla via è limitato da entrambi i lati, con esplicito divieto per i minori di 18 anni.

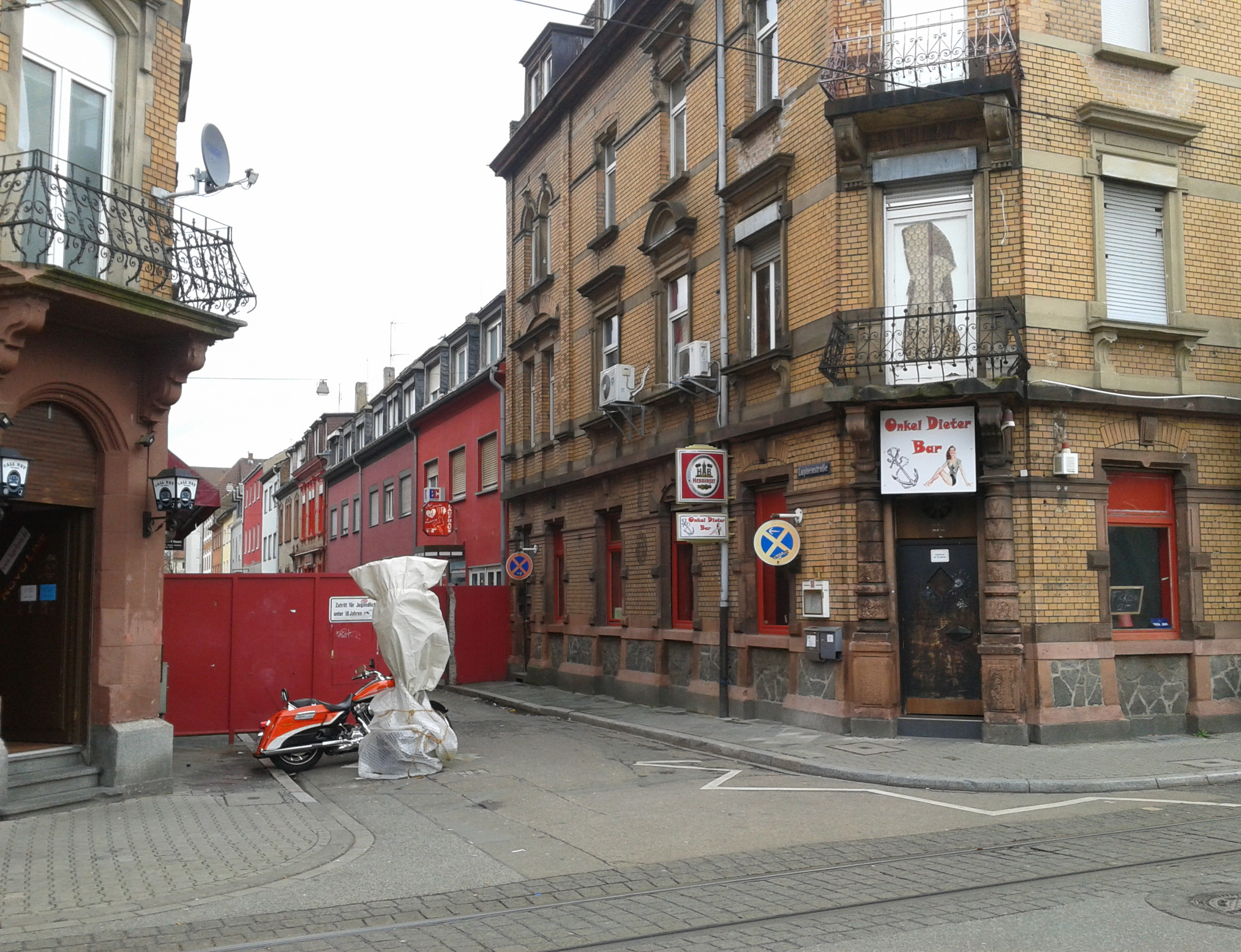
Lupinenstraße, la "strada chiusa"

## Mezzi pubblici e collegamenti
La linea 2 del tram (Feudenheim-Neckarstadt-West) collega il quartiere al centro della città. Altri mezzi pubblici sono gli autobus 53 e 60.